# スタンリー・ケッチェル
スタンリー・ケッチェル（Stanley Ketchel, 1886年9月14日 - 1910年10月15日）は、アメリカ合衆国出身の元プロボクサー。本名はスタニスラウス・キーカル （Stanislaus Kiecal）。元世界ミドル級チャンピオン。

## 来歴
ポーランド系移民。ミシガン州グランドラピッズの貧しい農家に生まれる。14歳の時故郷を捨て、放浪生活に入る。流れ着いたモンタナ州で酒場の用心棒になり、喧嘩に明け暮れた。1904年、17歳でプロのリングに上がるようになり、ハンサムな容貌に似ない獰猛なファイトで連戦連勝。
強豪ジョー・トーマスを三度破った1907年からチャンピオンを自称、1908年5月、ジャック・サリバンに20回KO勝ちを収め世界ミドル級チャンピオンと認められた（ただし、王座獲得のタイミングには複数の異説あり）。
以後三度防衛したが、1908年9月7日、“イリノイの雷”ビリー・パプケとの防衛戦で、初回の開始ゴング直後にグローブを合わせようとしたところにパプケの不意打ちを浴びダウン、そのダメージが回復しないまま、12回で王座を奪われてしまう。
1908年11月26日、ケッチェルは挑戦者として王者パプケと対戦した。11回に左ボディの一撃で止めを刺すまで、得意の強打でパプケを徹底的に痛めつけた。王座奪還である。その後も再度パプケの挑戦を受けたが、判定で退けている。
1909年には元世界ライトヘビー級王者フィラデルフィア・ジャック・オブライエンと2度対戦、1度目は分の良い無判定、2度目は3回KOと、この一階級上のテクニシャンを圧倒した。
そして1909年10月16日、ケッチェルは白人社会の憎悪を一身に浴びていた無敵の黒人王者、ジャック・ジョンソンの王座に挑んだ。ジョンソン退治の“刺客”として白人の期待を集めたケッチェルは、12回、得意の右でジョンソンをダウンさせるが、思わぬ不覚に怒ったジョンソンの強烈な右アッパーを浴び、前歯二本を失う凄絶なKO負けを喫した。
1910年、再起したケッチェルはジョンソンが再戦を避けた強豪サム・ラングフォードと対戦、分の良い無判定に持ち込んだ。
1910年10月15日、ミズーリ州の牧場に滞在していたケッチェルは、そこで働く女性にちょっかいを出し（ジョー小泉はレイプしたのではないかと推測している）、その内縁の夫に射殺された。
なお、マーク・ロブソン監督の名画「チャンピオン」で、若き日のカーク・ダグラスが演じた酷薄な主人公ミッジ・ケリーは、ケッチェルがモデルであると言われている。

## スタイル
近代ボクシング草創期の選手でもあり、パンチは単発でラフなファイトぶりだが、55勝49KOという高いKO率は、早い段階でのレフェリー・ストップがなく、しかもコンビネーション・ブローの技術も発達していなかった時代にあっては驚異的と言え、その強打の破壊力が窺える。
ケッチェルの得意技に「ケッチェル・シフト」がある。右パンチをわざと空振りし、大きく前にのめりながら右足を踏み出し、その姿勢から身体の逆回転と体重移動を最大限に効かせ、左ボディをみぞおちに叩き込む。これで幾多の敵がマットに沈んだ。

## 通算戦績
64戦55勝49KO4敗5引分け